# 亂針繡

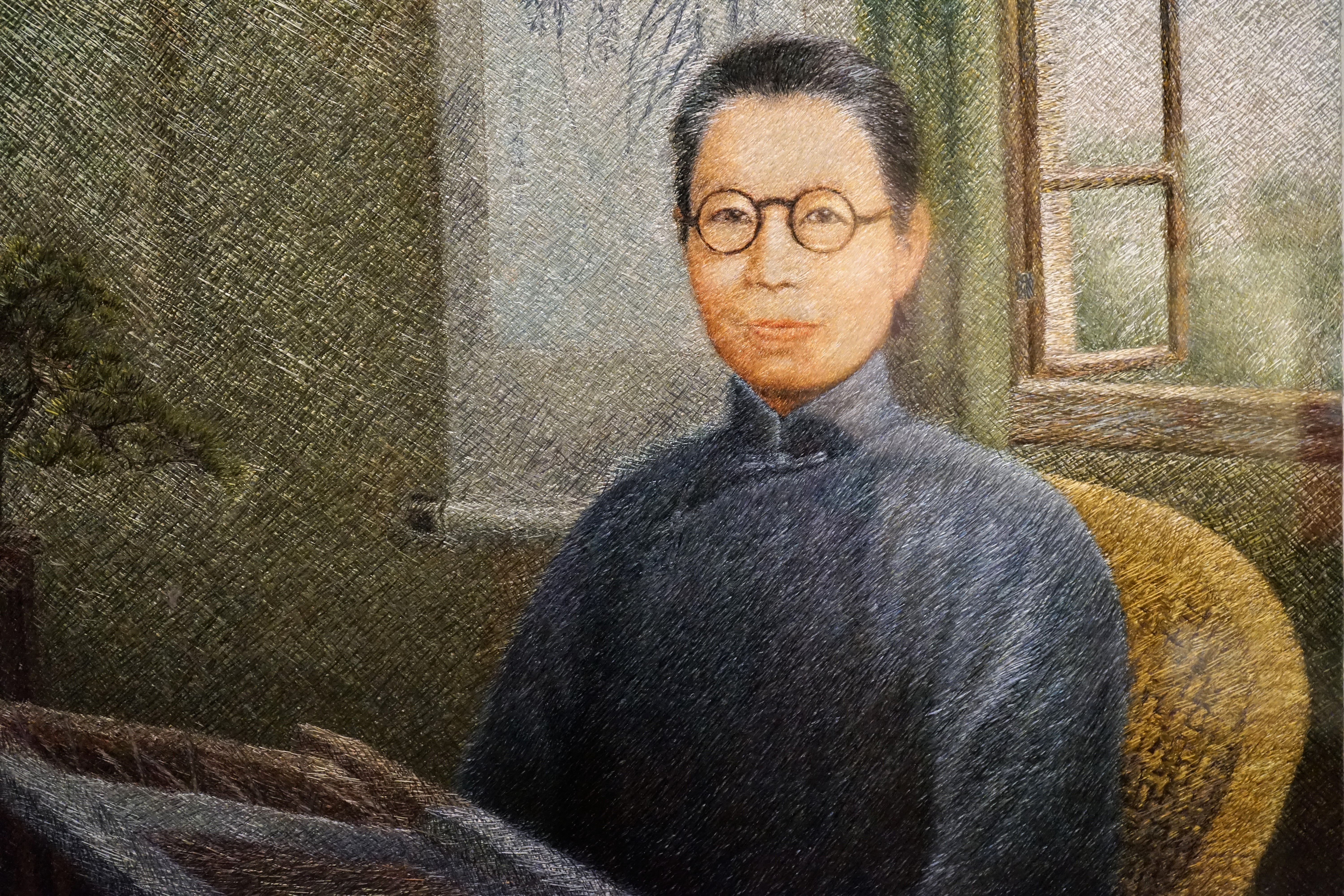
常州博物馆里的乱针绣《杨守玉》

亂針鏽，又名正則繡，是1930年代由刺繡家楊守玉所創造的刺繡針法，屬於蘇繡的一種，這種針法融合了中國傳統刺繡的技術以及西洋藝術的特色，並受到清末民初沈壽的仿真繡所啟發影響。
傳統蘇繡中，每一針之間是緊密相接，並且呈同一方向排列，但在亂針繡中，針法長短不一、方向不同且互相交叉，並運用分層、加色的手法，使得在色彩上更為豐富。
創造者楊守玉除擅長刺繡外，也擅長繪畫，並學習西方繪畫，亂針繡的發明，即是1933年，在兩幅以西畫為繡稿的作品中產生的。